# Eucalyptus rugosa
Eucalyptus rugosa är en myrtenväxtart som beskrevs av Robert Brown och William Faris Blakely. Eucalyptus rugosa ingår i släktet Eucalyptus och familjen myrtenväxter. Inga underarter finns listade i Catalogue of Life.